# Jesus Nelson Martins
Jesus Nelson Martins, foi PCA, Presidente do Conselho de Administração, da TAAG - Linhas Aéreas de Angola de 2006 até 2008. Em 2001 foi o Delegado Comercial da TAAG em Paris, França.